# Balonul de Aur 2019
Balonul de Aur din 2019 (în franceză Ballon d'Or) a fost cea de-a 64-a ceremonie anuală a Balonului de Aur, prezentată de France Football și care recunoaște cei mai buni fotbaliști din lume.Superstarul Barcelonei Lionel Messi a câștigat al șaselea premiu record și a depășit egalitatea pe care o avea cu Cristiano Ronaldo pentru cele mai multe Baloane de Aur câștigate. Virgil van Dijk a venit pe locul doi fiind foarte aproape după un an splendid la Liverpool si Echipa Națională de fotbal a Țărilor de Jos.Cristiano Ronaldo s-a clasat pe locul al treilea cu Juventus.

## Balonul de Aur
Nominalizații pentru premii au fost anunțați pe 21 octombrie 2019.
| Clasament | Jucător                   | Cluburi                   | Puncte |
| --------- | ------------------------- | ------------------------- | ------ |
| 1         | Lionel Messi              | Barcelona                 | 686    |
| 2         | Virgil van Dijk           | Liverpool                 | 679    |
| 3         | Cristiano Ronaldo         | Juventus                  | 476    |
| 4         | Sadio Mané                | Liverpool                 | 347    |
| 5         | Mohamed Salah             | Liverpool                 | 178    |
| 6         | Kylian Mbappé             | Paris Saint-Germain       | 89     |
| 7         | Alisson                   | Liverpool                 | 67     |
| 8         | Robert Lewandowski        | Bayern Munich             | 44     |
| 9         | Bernardo Silva            | Manchester City           | 41     |
| 10        | Riyad Mahrez              | Manchester City           | 33     |
| 11        | Frenkie de Jong           | Ajax Barcelona            | 31     |
| 12        | Raheem Sterling           | Manchester City           | 30     |
| 13        | Eden Hazard               | Chelsea Real Madrid       | 25     |
| 14        | Kevin De Bruyne           | Manchester City           | 14     |
| 15        | Matthijs de Ligt          | Ajax Juventus             | 13     |
| 16        | Sergio Agüero             | Manchester City           | 12     |
| 17        | Roberto Firmino           | Liverpool                 | 11     |
| 18        | Antoine Griezmann         | Atlético Madrid Barcelona | 9      |
| 19        | Trent Alexander-Arnold    | Liverpool                 | 8      |
| 20        | Pierre-Emerick Aubameyang | Arsenal                   | 5      |
| 20        | Dušan Tadić               | Ajax                      | 5      |
| 22        | Son Heung-min             | Tottenham Hotspur         | 4      |
| 23        | Hugo Lloris               | Tottenham Hotspur         | 3      |
| 24        | Kalidou Koulibaly         | Napoli                    | 2      |
| 24        | Marc-André ter Stegen     | Barcelona                 | 2      |
| 26        | Karim Benzema             | Real Madrid               | 1      |
| 26        | Georginio Wijnaldum       | Liverpool                 | 1      |
| 28        | João Félix                | Benfica Atlético Madrid   | 0      |
| 28        | Marquinhos                | Paris Saint-Germain       | 0      |
| 28        | Donny van de Beek         | Ajax                      | 0      |

## Balonul de Aur feminin
Megan Rapinoe a câștigat Balonul de Aur în 2019 pentru cea mai bună jucătoare feminină.
| Clasificare | Jucătoare              | Cluburi                         | Puncte |
| ----------- | ---------------------- | ------------------------------- | ------ |
| 1           | Megan Rapinoe          | Reign FC⁠(d)                     | 230    |
| 2           | Lucy Bronze⁠(d)         | Lyon⁠(d)                         | 94     |
| 3           | Alex Morgan            | Orlando Pride⁠(d)                | 68     |
| 4           | Ada Hegerberg⁠(d)       | Lyon⁠(d)                         | 67     |
| 5           | Vivianne Miedema⁠(d)    | Arsenal⁠(d)                      | 38     |
| 6           | Wendie Renard⁠(d)       | Lyon⁠(d)                         | 32     |
| 7           | Sam Kerr⁠(d)            | Chicago Red Stars⁠(d) Chelsea⁠(d) | 27     |
| 8           | Rose Lavelle⁠(d)        | Washington Spirit⁠(d)            | 19     |
| 9           | Ellen White⁠(d)         | Manchester City⁠(d)              | 18     |
| 10          | Dzsenifer Marozsán⁠(d)  | Lyon⁠(d)                         | 16     |
| 11          | Amandine Henry⁠(d)      | Lyon⁠(d)                         | 13     |
| 12          | Sari van Veenendaal⁠(d) | Atlético Madrid                 | 13     |
| 13          | Tobin Heath⁠(d)         | Portland Thorns⁠(d)              | 11     |
| 14          | Pernille Harder⁠(d)     | VfL Wolfsburg⁠(d)                | 10     |
| 14          | Lieke Martens⁠(d)       | Barcelona⁠(d)                    | 10     |
| 16          | Kosovare Asllani       | Tacón⁠(d)                        | 6      |
| 16          | Nilla Fischer⁠(d)       | Linköping⁠(d)                    | 6      |
| 16          | Marta                  | Orlando Pride⁠(d)                | 6      |
| 19          | Sofia Jakobsson⁠(d)     | Tacón⁠(d)                        | 4      |
| 20          | Sarah Bouhaddi⁠(d)      | Lyon⁠(d)                         | 0      |

## Trofeul Kopa
Matthijs de Ligt a câștigat Trofeul Kopa 2019 pentru cel mai bun jucător din lume sub 21 de ani.
| Clasament | Jucător             | Club(Cluburi)           | Puncte |
| --------- | ------------------- | ----------------------- | ------ |
| 1         | Matthijs de Ligt    | Ajax Juventus           | 58     |
| 2         | Jadon Sancho        | Borussia Dortmund       | 49     |
| 3         | João Félix          | Benfica Atlético Madrid | 41     |
| 4         | Vinícius Júnior     | Real Madrid             | 17     |
| 5         | Andriy Lunin        | Leganés Valladolid      | 9      |
| 6         | Matteo Guendouzi⁠(d) | Arsenal                 | 5      |
| 6         | Kai Havertz         | Bayer Leverkusen        | 5      |
| 8         | Moise Kean          | Juventus Everton        | 3      |
| 9         | Samuel Chukwueze⁠(d) | Villarreal              | 1      |
| 9         | Lee Kang-in         | Valencia                | 1      |

## Trofeul Yashin
Alisson a câștigat trofeul inaugural Yashin ca cel mai bun portar din lume în 2019.
| Clasament | Jucător               | Cluburi           | Puncte |
| --------- | --------------------- | ----------------- | ------ |
| 1         | Alisson               | Liverpool         | 795    |
| 2         | Marc-André ter Stegen | Barcelona         | 284    |
| 3         | Ederson               | Manchester City   | 142    |
| 4         | Jan Oblak             | Atletico Madrid   | 131    |
| 5         | Hugo Lloris           | Tottenham Hotspur | 80     |
| 6         | Manuel Neuer          | Bayern Munchen    | 52     |
| 7         | André Onana           | Ajax              | 41     |
| 8         | Kepa Arrizabalaga     | Chelsea           | 29     |
| 9         | Wojciech Szczęsny     | Juventus          | 24     |
| 10        | Samir Handanović      | Internazionale    | 6      |